# Phú Lương, Lương Tài
Phú Lương là một xã thuộc huyện Lương Tài, tỉnh Bắc Ninh, Việt Nam.
Xã Phú Lương có diện tích 5,24 km², dân số năm 1999 là 4000 người, mật độ dân số đạt 763 người/km².
Xã Phú Lương bao gồm 5 làng: Thọ Ninh, Phú Lâu, Lường Xá, Lạng Dương, Bích Khê.